# 雙葉山定次

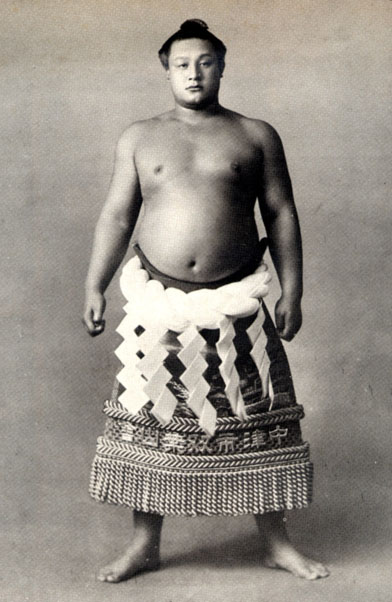
第35代横綱・雙葉山定次

双葉山定次（日语：／ Futabayama Sadaji，1912年2月9日—1968年12月16日），本名龝吉定次，是生於日本大分縣宇佐市的大相撲力士，第35代橫綱（1937年到1945年）。他身高179公分，重128公斤，曾有連勝69次和12次優勝紀錄的紀錄。因他的優勢，他是非常受公眾歡迎的力士，引退後出任時津風部屋的主教練和日本相撲協會的主席。

## 生涯
龝吉定次生於宇佐市，年輕時在漁船上工作。他於1927年3月15歲被立浪部屋招募加入專業相撲，他在1932年初進入了幕內級別，由十兩二晉級至前頭四，因為許多頂級力士罷工（所謂的春秋園事件），日本相撲協會需要填補排名的空白。然而，他很快就證明自己值得晉級。
双葉山定次特別令人難忘是他的連勝69次的紀錄，今天仍然是一個記錄，即持續三年不敗，這是一個特殊的成就。他從1936年1月7日開始升為関脇，後升級大關，最後升至橫綱。但他終於在1939年1月3日被前頭安藝乃海（後來的橫綱）擊敗，因為在當時他患有阿米巴痢疾。雖然他身型不是特別大，但他有很好的平衡。他最可怕的技術之一是外手臂投擲（日文：上手投げ，英文：uwatenage，也是另一個偉大橫綱千代富士喜愛的技術）。
双葉山在退休後透露，由於他年輕時受傷，實際上他有一隻眼睛失明，這使他的成就更加顯著。
他也是第一個力士，摒棄了與他的部屋親方女兒結婚的傳統，而是選擇來自一個富有的關西家庭的年輕女兒。他們的婚禮在1939年4月在東京舉行。而親方的女兒與另一位力士羽黑山政司結婚。

## 退休後
1945年6月的比賽是在被炸彈損壞的兩國國技館舉行，幾乎沒有任何觀眾，在第一天比賽后退出。他沒有參加1945年11月的比賽，並宣布他退休，理由是反對美國占領當局命令相撲協會擴大土俵範圍，然而，他實際一年前敗於另一力士東富士欽壹後已做出退休的決定。
他後來成為自己部屋，双葉山道場的領導（在1941年身兼力士與部屋主人二職，但現在禁止），他退休後，他重新命名他的部屋為時津風部屋。它於1950年代成為相撲界最大的部屋之一，並培養出如鏡里喜代治、北葉山英俊、豐山勝男等有名力士。他繼續負責該部屋運作，直到他於1968年死於肝炎。從1957年起，他也是日本相撲協會的主席（或称为理事长）。在他擔任主席期間，他進行了一些重要的改革，如給予排在前兩位的力士（橫綱、大關）月薪，並把年寄和行司強制退休年齡定為65歲。